# 米斯特拉托
米斯特拉托是哥倫比亞的一个城鎮，位於該國中西部，由里薩拉爾達省負責管轄，距離首府佩雷拉87公里，始建於1925年，面積690平方公里，海拔高度1,799米，2005年人口12,438人。
5°18′N 75°53′W / 5.300°N 75.883°W